# Айгулевська сільська рада
Айгу́левська сільська рада (рос. Айгулевский сельский совет) — муніципальне утворення у складі Стерлітамацького району Башкортостану, Росія. Адміністративний центр — село Айгулево.

## Населення
Населення — 741 особа (2019, 936 в 2010, 873 в 2002).

## Склад
До складу поселення входять такі населені пункти:
| Населений пункт  | Населення, осіб (2002) | Населення, осіб (2010) |
| ---------------- | ---------------------- | ---------------------- |
| Айгулево, село   | 635                    | 641                    |
| Помряскіно, село | 238                    | 295                    |